# 7777 Consadole
7777 Consadole (1993 CO1) là một tiểu hành tinh vành đai chính được phát hiện ngày 15 tháng 2 năm 1993 bởi S. Ueda và H. Kaneda ở Kushiro.